# Ilorin
Ilorin   este un oraș  în  Nigeria. Este reședința  statului  Kwara.